# Typhedanus
Typhedanus is een geslacht van vlinders van de familie dikkopjes (Hesperiidae), uit de onderfamilie Eudaminae.

## Soorten
- T. ampyx (Godman & Salvin, 1893)
- T. aziris (Hewitson, 1867)
- T. crameri McHenry, 1960
- T. cursinoi Mielke, 1979
- T. eliasi Mielke, 1979
- T. galbula (Plötz, 1881)
- T. optica Evans, 1952
- T. salas Freeman, 1977
- T. stylites (Herrich-Schäffer, 1869)
- T. umber (Herrich-Schäffer, 1869)
- T. undulatus (Hewitson, 1867)